# Doggumentary
Doggumentary (prije naslovljen Doggumentary Music i Doggystyle 2: Tha Doggumentary) je jedanaesti studijski album američkog repera Snoop Dogga. Datum objavljivanja je 29. ožujka 2011. godine.

## Pozadina
Snoop Dogg je prvi put objavio rad na nastavku albuma Doggystyle tijekom studijske seanse zajedno s hip hop producentom i reperom Swizz Beatzom. Izjavili su da su snimili osamnaest pjesama za album. Snoop je rekao da mu je Swizz dao gangsta, R&B i hip hop pjesme. Snoop je svoj jedanaesti album preimenovao u Doggystyle 2 te kasnije u Doggumentary, koji je objavljen u ožujku 2011. godine preko producentskih kuća Priority i EMI. Snoop je izjavio: 
»Ja sam u igri tako dugo, ali još imam istu strast kao i na samom početku. Želim da moji obožavatelji znaju da dobru glazbu usmjeravam k njima. Album sam nazvao Doggumentary Music jer želim podijeliti svoj život i glazbu s obožavateljima.«

## Snimanje
Snoop Dogg je 8. prosinca 2010. godine izjavio da će gosti na albumu biti Kanye West, John Legend, Daz Dillinger, Kokane, Too Short, Ne-Yo, Bootsy Collins, Marty James, Pilot, Wiz Khalifa, Gorillaz, Trey Songz i Latoya Williams s producentima kao sto su Jake One, Kanye West, The Cataracs, Scoop DeVille, J-Kwon, Gorillaz, Denaun Porter, Warryn Campbell, David Banner, Meech Wells, Black Mob, Trylogy, i Rick Rude.

## Popis pjesama
| Br. | Skladba                                                     | Producent                           | Trajanje |
| --- | ----------------------------------------------------------- | ----------------------------------- | -------- |
| 1.  | »Toyz N Da Hood« (featuring Bootsy Collins)                 | Jake One                            | 2:40     |
| 2.  | »The Way Life Used To Be«                                   | Battlecat                           | 3:43     |
| 3.  | »My Own Way« (featuring Kon Artis)                          | Kon Artis                           | 3:05     |
| 4.  | »Wonder What It Do« (featuring Uncle Chucc)                 | Battlecat                           | 3:43     |
| 5.  | »My Fuckin' House« (featuring Young Jeezy & E-40)           | Rick Rock                           | 5:07     |
| 6.  | »Peer Pressure« (featuring Traci Nelson)                    | Fredwreck                           | 4:07     |
| 7.  | »I Don't Need No Bitch« (featuring Devin the Dude & Kobe)   | DJ Khalil                           | 3:59     |
| 8.  | »Platinum« (featuring R. Kelly)                             | Lex Luger                           | 4:29     |
| 9.  | »Boom« (featuring T-Pain)                                   | Scott Storch                        | 3:50     |
| 10. | »We Rest N Cali« (featuring Goldie Loc & Bootsy Collins)    | Kon Artis                           | 4:10     |
| 11. | »El Lay« (featuring Marty James)                            | Scoop DeVille                       | 4:06     |
| 12. | »Gangbang Rookie« (featuring Pilot)                         | Jake One                            | 3:46     |
| 13. | »This Weed Iz Mine« (featuring Wiz Khalifa)                 | Scoop DeVille                       | 3:43     |
| 14. | »Wet«                                                       | The Cataracs                        | 3:45     |
| 15. | »Take U Home« (featuring Too Short, Kokane & Daz Dillinger) | Meech Wells, Soul Mechanix          | 3:55     |
| 16. | »Sumthin Like This Night« (featuring Gorillaz)              | Damon Albarn, Gorillaz              | 3:37     |
| 17. | »Superman« (featuring Willie Nelson)                        | Willie Nelson                       | 2:05     |
| 18. | »Eyez Closed« (featuring Kanye West & John Legend)          | Kanye West, Jeff Bhasker, Mike Dean | 5:02     |
| 19. | »Raised In Da Hood«                                         | Warryn Campbell, DJ Reflex          | 3:39     |
| 20. | »It's D Only Thing«                                         | David Banner, THX, Hide Prods       | 3:16     |
| 21. | »Cold Game« (featuring LaToiya Williams)                    | Rick Rude, 9th Wonder               | 3:49     |

| 22. | »Sweat« | David Guetta | 3:16 |

## Top ljestvice
| Top ljestvica                    | Završna pozicija |
| -------------------------------- | ---------------- |
| Australian Albums Chart          | 12               |
| Canadian Albums Chart            | 28               |
| UK Albums Chart                  | 44               |
| UK R&B Albums Chart              | 5                |
| SAD Billboard 200                | 8                |
| SAD Billboard R&B/Hip-Hop Albums | 4                |
| SAD Billboard Rap Albums         | 2                |